# Kaoh Soutin
Kaoh Soutin es uno de los 16 distritos que forman la provincia camboyana de Kompung Cham, con una población estimada en marzo de 2008 de 60 434 habitantes. Está dividido en las siguientes  comunas (khum), que se muestran asimismo con población estimada de 2008:
- Kampong Reab 7,112
- Kaoh Soutin 9,208
- Lve 9,018
- Moha Khnhoung 6,886
- Moha Leaph 5,763
- Peam Prathnuoh 9,895
- Pongro 3,902
- Preaek Ta Nong 8,650[1]